# ジェナ・タラコバ
ジェナ・タラコバ（Jenna Talackova、1989年 - ）は、カナダのモデル・テレビ司会者。トランスジェンダーであるがミス・ユニバース・カナダに出場。結果としてミス・ユニバースにトランスジェンダーの女性が出場できるように規約が改正されるきっかけを作る。

## 生い立ち
父Vladimír Talackoはチェコ人、1968年に両親と共にカナダに移る。
母は先住民族バビンの出身。
1989年、ブリティッシュコロンビア州バンクーバーに生まれ、この地で育つ。
幼少時に性同一性障害を自覚する。性別移行を開始したのはKillarney Secondary School在学中の14歳のとき。19歳のとき性別適合手術を完了する。出生名改めJennaという女性名を名乗るのはこの後である。

## 経歴
2010年、Miss International Queenに参加。
その後ミス・ユニバース・カナダ2012に出場を申し込む。彼女が本選に進む65人に選ばれたのち、ある人が「Miss International Queenに出ていた」ことに気づき、ミス・ユニバース・カナダ主催者に連絡する。「生まれながらの女性に限る」という規約に基づき彼女は失格となる。
彼女は弁護士のGloria Allredとともに、後のアメリカ合衆国大統領を含むミス・ユニバース主催者に決定の変更と出場の許可を求めた。この問題が法廷に持ち込まれる前にドナルド・トランプの弁護士Michael Cohenは
と発表した。その後、正式にトランスジェンダーの出場が認められた。
2012年5月19日、ミス・ユニバース・カナダ2012本選でTop12に残り、特別賞のMiss Congenialityを受賞。
2012年8月5日、LGBTのイベントVancouver Pride Festivalで、 Pride paradeの共同グランド・マーシャルを務める。
2013年、トロントに移りモデリングのキャリアを追求する。
2014年1月19日、彼女の法的闘争とミスコン参加を題材にしたリアリティー番組「素晴らしい新女性」放送開始。
2014年、学校に戻りホリスティック栄養学（holistic nutrition）を学ぶ。